# 八百津町西部コミュニティバス
八百津町西部コミュニティバス（やおつちょうせいぶコミュニティバス）は、岐阜県加茂郡八百津町が運行するコミュニティバスである。
西部やおまる、やおまる西部とも称する。新太田タクシーに運行を委託している。

## 概要
コミュニティバス802の利用者数の減少により、八百津町西部と八百津町東部に分けてバス路線を再編。西部地区は定時定路線型のバス路線として運行となり、2020年（令和2年）10月1日運行開始。尚、八百津町東部地区は事前予約制のデマンド交通の八百津町東部デマンド交通が運行されている。

## 路線
八百津町の西部地区（八百津、錦織、木野）での運行であり、川辺町にも乗り入れる。全区間がフリー乗降である（川辺町内の一部（ピアゴ川辺店と新山川橋北詰の間）を除く）。
- ピアゴ川辺店 - 中川辺駅 - 上飯田公民館前 - 荒川橋 - （五宝滝入口） - 八百津本町 - 八百津町ファミリーセンター前 - 八百津大橋北 - （錦織団地 - 伊佐治病院） - 鯉居 - 関電前 - 人道の丘南 - 人道の丘北

## 運行日
- 平日のみ（年末年始（12月29日 - 1月3日）は運休）

## 運賃
- 200円（未就学児は無料）